# Clausicella puella
Clausicella puella là một loài ruồi trong họ Tachinidae.